# Phyllergates
Genre
Synonymes
- Orthotomus Horsfield, 1821[1]

Phyllergates est un genre de passereaux de la famille des Cettiidae. Il comprend deux espèces de couturières.

## Répartition
Ce genre se trouve à l'état naturel dans le Sud-Est de l'Asie,.

## Liste des espèces
Selon la classification de référence du Congrès ornithologique international (version 8.2, 2018) :
- Phyllergates cuculatus (Temminck, 1836) — Bouscarle de Temminck, Couturière montagnarde, Fauvette couturière de montagne, Fauvette-couturière montagnarde
  - Phyllergates cuculatus batjanensis Hartert, 1912
  - Phyllergates cuculatus cinereicollis Sharpe, 1888
  - Phyllergates cuculatus coronatus (Blyth, 1861)
  - Phyllergates cuculatus cuculatus (Temminck, 1836)
  - Phyllergates cuculatus dumasi Hartert, 1899
  - Phyllergates cuculatus everetti Hartert, 1897
  - Phyllergates cuculatus hedymeles Stresemann, 1932
  - Phyllergates cuculatus malayanus Chasen, 1938
  - Phyllergates cuculatus meisei Stresemann, 1931
  - Phyllergates cuculatus philippinus Hartert, 1897
  - Phyllergates cuculatus riedeli Meyer, AB & Wiglesworth, 1895
  - Phyllergates cuculatus stentor Stresemann, 1938
  - Phyllergates cuculatus thais Robinson & Kloss, 1923
  - Phyllergates cuculatus viridicollis (Salomonsen, 1962)
- Phyllergates heterolaemus Mearns, 1905 — Bouscarle à capuchon, Couturière à capuchon, Couturière de Mearns, Fauvette-couturière de Mindanao